# NXT UK TakeOver: Blackpool
NXT UK TakeOver: Blackpool foi um evento de luta livre profissional produzido pela WWE e transmitido pelo WWE Network para o seu programa, o NXT UK. Ocorreu em 12 de janeiro de 2019, no Empress Ballroom em Blackpool, Lancashire, Inglaterra. Foi o primeiro evento promovido sob a cronologia do NXT UK TakeOver.

## Antes do evento
NXT UK TakeOver: Blackpool teve combates de luta livre profissional de diferentes lutadores com rivalidades e histórias pré-determinadas, que se desenvolveram no NXT UK, programa do território de desenvolvimento da WWE que é transmitido pelo WWE Network. Os lutadores interpretaram um vilão ou um mocinho seguindo uma série de eventos para gerar tensão, culminando em várias lutas. NXT TakeOver é uma série de eventos de luta livre profissional que começou em 29 de maio de 2014, com o território de desenvolvimento da WWE NXT tendo seu segundo evento transmitido ao vivo pelo WWE Network chamado de NXT TakeOver. Nos meses seguintes, o nome "TakeOver" se tornou o nome usado pelo NXT e WWE para todos os especiais ao vivo do NXT. O programa NXT UK estreou em agosto de 2018 e adotou posteriormente os especiais TakeOver de seu programa irmão, começando com o NXT UK TakeOver: Blackpool em 2019.
Depois de vencer o Mae Young Classic 2018, Toni Storm declarou em sua promo que ela poderia disputar um campeonato de sua escolha. Ela continuou afirmando que queria enfrentar a campeã feminina do NXT UK, Rhea Ripley. O gerente geral Johnny Saint marcou o combate e mais tarde foi revelado que Toni Storm enfrentaria Rhea Ripley pelo título no NXT UK TakeOver: Blackpool.
Na edição de 2 de janeiro de 2019 do NXT UK, Moustache Mountain derrotou Gallus (Mark Coffey e Wolfgang) para avançar a final do torneio que definiria os primeiros campeões de duplas do NXT UK. Grizzled Young Veterans (Zack Gibson e James Drake) derrotou Flash Morgan Webster e Mark Andrews para também avançar para a final na edição de 9 de janeiro de 2019 do NXT UK. Com isso, um combate entre Mustache Mountain e Grizzled Young Veterans para determinar os primeiros campeões de duplas do NXT UK foi marcado para o TakeOver: Blackpool.
Na edição de 28 de novembro do NXT UK, Joe Coffey, Mark Coffey e Wolfgang atacaram Mustache Mountain (Tyler Bate e Trent Seven) depois que uma luta entre Joe e Bate terminou sem resultado. Pete Dunne atacou Joe e mais tarde foi revelado que Dunne defenderia o WWE United Kingdom Championship contra Joe. No episódio de 2 de janeiro de 2019 do NXT UK, uma assinatura de contrato foi realizada entre os dois com o combate sendo oficializado para o NXT UK TakeOver: Blackpool.
Na edição de 2 de janeiro de 2019 do NXT UK, Dave Mastiff e Eddie Dennis lutaram em um combate que acabou sem resultado. Outros funcionários e Sid Scala, assistente do gerente geral Johnny Saint, não conseguiram separar os dois. Isso resultou no gerente geral Johnny Saint anunciando que no NXT UK TakeOver: Blackpool, Dave Mastiff e Eddie Dennis se enfrentariam em uma luta sem desqualificações.
Na edição de 9 de janeiro de 2019 do NXT UK, um combate entre Travis Banks e Jordan Devlin foi marcado para o NXT UK TakeOver: Blackpool.

## Resultados
| Nº                                          | Resultados                                                                         | Estipulações                                               | Tempo |
| ------------------------------------------- | ---------------------------------------------------------------------------------- | ---------------------------------------------------------- | ----- |
| Dark                                        | Ligero derrotou Saxon Huxley                                                       | Luta individual                                            | N/A   |
| Dark                                        | Marcel Barthel e Fabian Aichner derrotaram Mark Andrews e Flash Morgan Webster     | Luta de duplas                                             | N/A   |
| Dark                                        | Jinny derrotou Isla Dawn                                                           | Luta individual                                            | N/A   |
| 1                                           | Zack Gibson e James Drake derrotaram Moustache Mountain (Trent Seven e Tyler Bate) | Luta de duplas pelo inaugural NXT UK Tag Team Championship | 23:45 |
| 2                                           | Finn Bálor derrotou Jordan Devlin                                                  | Luta individual                                            | 11:45 |
| 4                                           | Dave Mastiff derrotou Eddie Dennis                                                 | Luta sem desqualificações                                  | 10:50 |
| 5                                           | Toni Storm derrotou Rhea Ripley (c)                                                | Luta individual pelo NXT UK Women's Championship           | 14:50 |
| 6                                           | Pete Dunne (c) derrotou Joe Coffey por submissão                                   | Luta individual pelo WWE United Kingdom Championship       | 34:15 |
| (c) – Refere-se aos campeões antes da luta. |                                                                                    |                                                            |       |

### Tabela do torneio pelo NXT UK Tag Team Championship
|  | Semifinais Gravações do NXT UK (24/11, 25/11) (Exibido em 02/01, 09/01) | Semifinais Gravações do NXT UK (24/11, 25/11) (Exibido em 02/01, 09/01) | Semifinais Gravações do NXT UK (24/11, 25/11) (Exibido em 02/01, 09/01) |                           |     | Final NXT UK TakeOver: Blackpool (12/01) | Final NXT UK TakeOver: Blackpool (12/01) | Final NXT UK TakeOver: Blackpool (12/01) |  |
|  |                                                                         |                                                                         |                                                                         |                           |     |                                          |                                          |                                          |  |
|  | Moustache Mountain (Trent Seven e Tyler Bate)                           | Moustache Mountain (Trent Seven e Tyler Bate)                           | Pin                                                                     |                           |     |                                          |                                          |                                          |  |
|  | Moustache Mountain (Trent Seven e Tyler Bate)                           | Moustache Mountain (Trent Seven e Tyler Bate)                           | Pin                                                                     |                           |     |                                          |                                          |                                          |  |
|  | Gallus (Mark Coffey e Wolfgang)                                         |                                                                         |                                                                         |                           |     |                                          |                                          |                                          |  |
|  |                                                                         | Moustache Mountain                                                      | Moustache Mountain                                                      | 23:45                     |     |                                          |                                          |                                          |  |
|  |                                                                         |                                                                         |                                                                         | 23:45                     |     |                                          |                                          |                                          |  |
|  |                                                                         |                                                                         | Zack Gibson e James Drake                                               | Zack Gibson e James Drake | Pin |                                          |                                          |                                          |  |
|  | Zack Gibson e James Drake                                               | Zack Gibson e James Drake                                               | Zack Gibson e James Drake                                               | Zack Gibson e James Drake | Pin | Pin                                      |                                          |                                          |  |
|  | Zack Gibson e James Drake                                               | Zack Gibson e James Drake                                               |                                                                         |                           |     |                                          |                                          |                                          |  |
|  | Flash Morgan Webster e Mark Andrews                                     |                                                                         |                                                                         |                           |     |                                          |                                          |                                          |  |